# Historia informatyki w Polsce
Historia informatyki w Polsce – rozpoczęła się tuż po zakończeniu II wojny światowej, kiedy to uruchomiono pierwsze analogowe, a następnie cyfrowe maszyny liczące. Przez pierwsze lata rozwój informatyki obejmował głównie projektowanie i produkcję komputerów do zastosowań gospodarczych i wojskowych. Budową komputerów zajmowały się głównie instytucje i fabryki działające w Warszawie i we Wrocławiu. W latach 70. rozpoczęto tworzenie pierwszych minikomputerów, a w latach 80. komputerów osobistych. Po przemianach gospodarczych w 1989 roku coraz większy udział w rozwoju informatyki miały polskie i zagraniczne przedsiębiorstwa komputerowe. W 1991 roku Polska została podłączona do ogólnoświatowej sieci komputerowej Internet.

## Początki

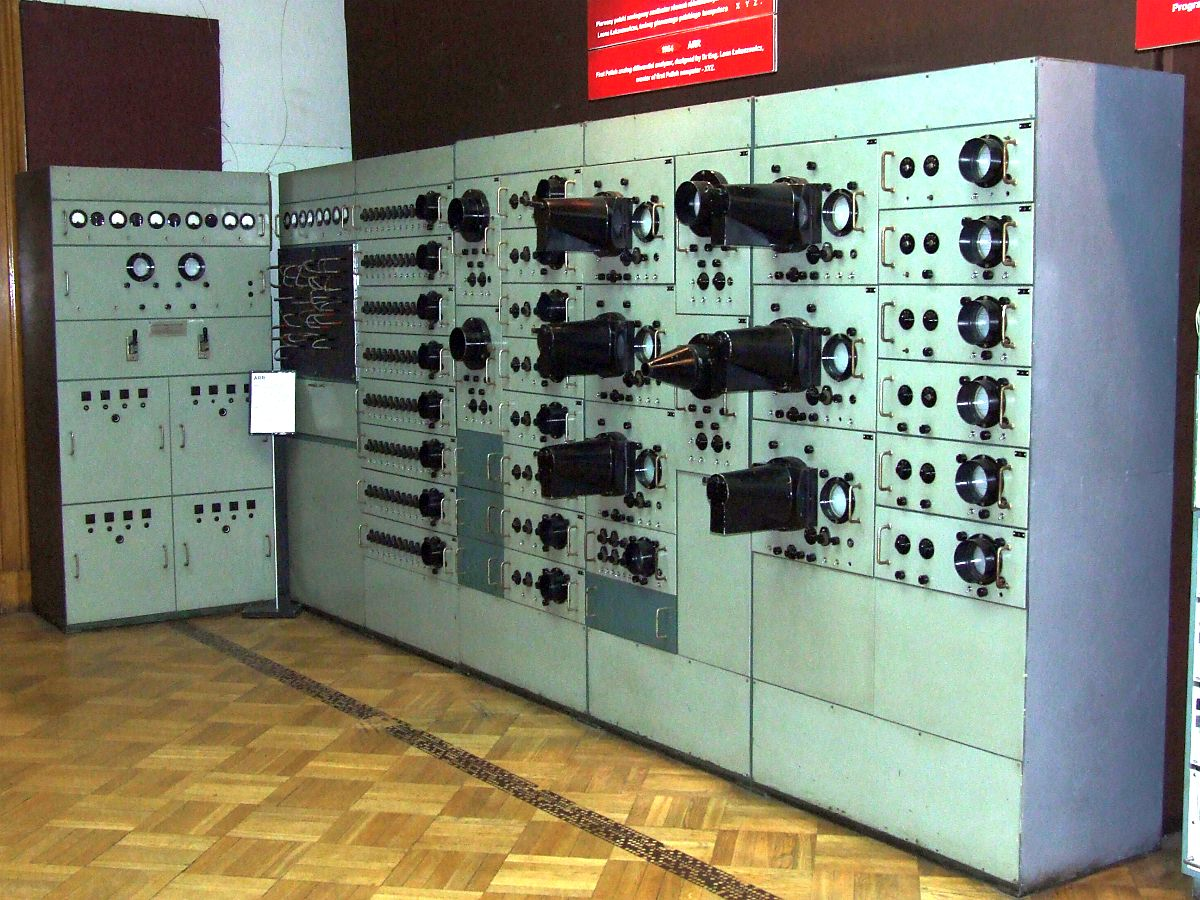
Analizator Równań Różniczkowych (ARR)

Pierwszym polskim konstruktorem maszyn liczących był zegarmistrz Abraham Stern, który w 1810 roku stworzył kilka maszyn liczących, wykonujących podstawowe działania arytmetyczne. W 1917 roku logik Jan Łukasiewicz wprowadził beznawiasowy system wyrażeń (tzw. polski zapis), który jest do dzisiaj powszechnie stosowany w kalkulatorach.
23 grudnia 1948 roku w siedzibie Fizyki Doświadczalnej przy ul. Hożej w Warszawie odbyło się spotkanie zorganizowane przez topologa i dyrektora Państwowego Instytutu Matematycznego (PIM) Kazimierza Kuratowskiego. Kuratowski opowiedział o widzianych przez niego elektronicznych maszynach liczących, zbudowanych przez Amerykanów, po czym wyraził wolę zbudowania takiego urządzenia w Polsce. Podczas spotkania zapadła dyskusja o utworzeniu Grupy Aparatów Matematycznych (GAM), działającej w ramach PIM. GAM miało za zadanie zbudowanie pierwszej polskiej maszyny liczącej, wzorowanej na amerykańskim komputerze ENIAC. Budowa maszyny była ograniczona przez brak właściwego sprzętu i materiału oraz brak wykwalifikowanych naukowców i inżynierów (którzy zostali zamordowani podczas II wojny światowej lub wyemigrowali do państw zachodnich). W GAM pracowali m.in.: Krystyn Bochenek, Leon Łukaszewicz i Romuald Marczyński. Bochenek pracował nad Analizatorem Równań Algebraicznych Liniowych, Łukaszewicz nad Analizatorem Równań Różniczkowych, a Marczyński nad Elektroniczną Maszyną Automatycznie Liczącą (EMAL). W następnych latach GAM zatrudniało kolejnych pracowników naukowych. Budową maszyn liczących od początku interesowało się Ludowe Wojsko Polskie oraz Ministerstwo Bezpieczeństwa Publicznego. Według relacji Janusza Groszkowskiego kilkuosobowy zespół tworzący Grupę Aparatów Matematycznych powstał u boku marszałka Michała Roli-Żymierskiego.
Pierwszym urządzeniem skonstruowanym przez GAM była ultradźwiękowa pamięć rtęciowa zbudowana w latach 1952–1953 przez Romualda Marczyńskiego i Henryka Furmana. Konstruowany w latach 1953–1955 EMAL okazał się urządzeniem zawodnym, przez co nigdy nie został uruchomiony w całości. Awaryjność EMAL-u wynikała ze słabej jakości komponentów oraz braku odporności na często występujące wówczas przerwy w dostawie prądu. W 1956 roku pracę nad zbudowaniem pierwszej maszyny cyfrowej przejął Leon Łukaszewicz. Dzięki jego staraniom udało się zbudować analogowy Analizator Równań Różniczkowych. Składające się z 400 lamp elektronowych urządzenie było w stanie rozwiązywać układy równań z dokładnością do ułamków procentu. Maszyna była wykorzystywana do projektowania turbin i samolotów.
Około 1956 roku zespół z Państwowego Instytutu Matematycznego przeniósł się do nowo powstałego Zakładu Aparatów Matematycznych (ZAM) Państwowej Akademii Nauk.

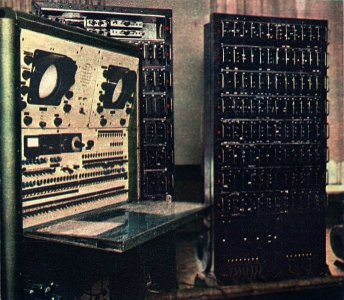
XYZ

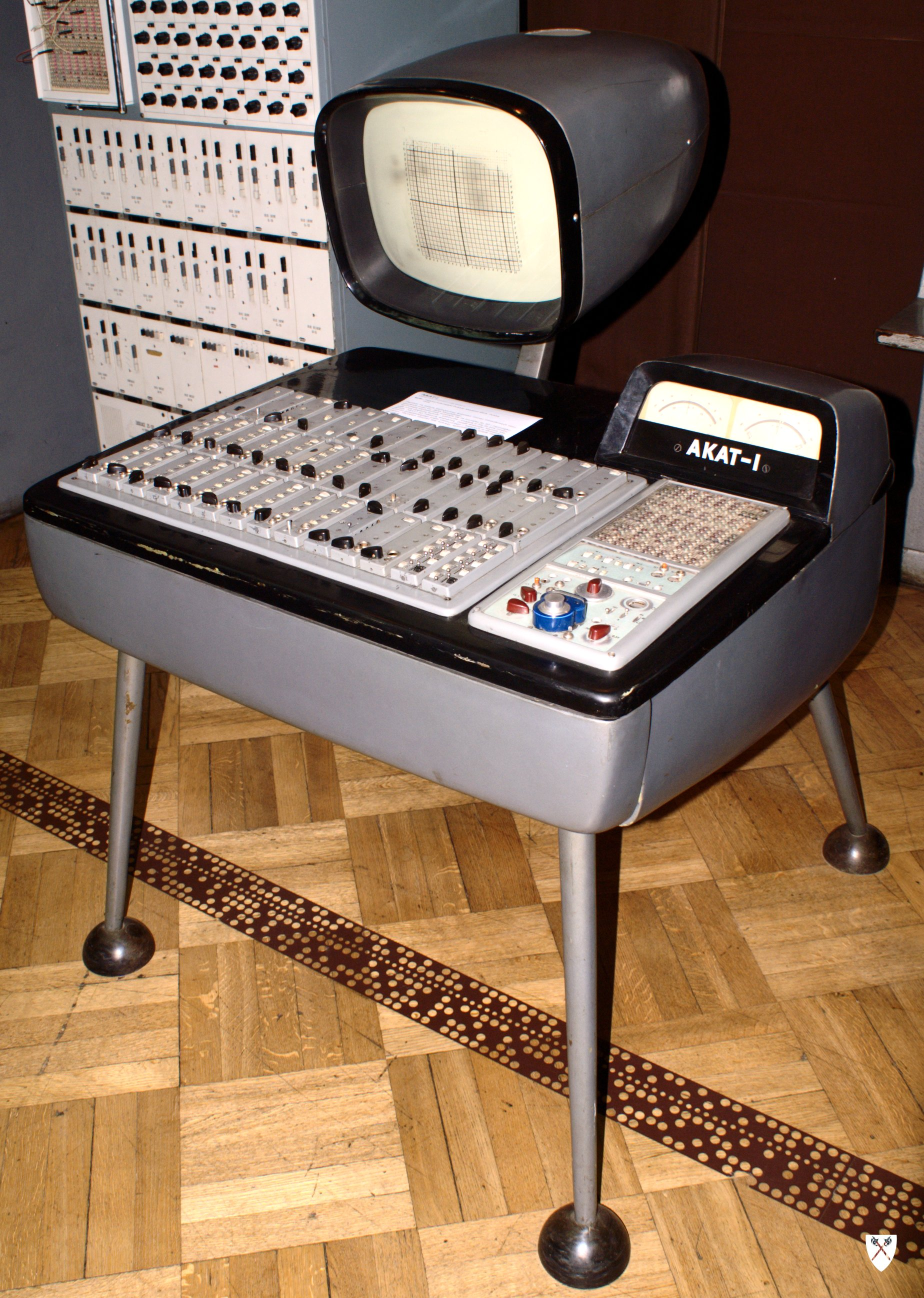
AKAT-1

Jesienią 1958 roku na bazie architektury amerykańskiego komputera IBM 701 oraz radzieckich BESM-6 i M-20 GAM zbudował pierwszą polską maszynę cyfrową XYZ, wykonującą średnio 800 operacji na sekundę. Komputer został zbudowany przez zespół kierowany przez Leona Łukaszewicza w składzie: Jerzy Fiett, Wojciech Jaworski, Stanisław Majerski, Zdzisław Pawlak, Zygmunt Sawicki. W ZAM powstał makroasembler SAS (System Adresów Symbolicznych) oraz (w zależności od źródeł: w latach 1958–1960 lub 1961 roku) kompilator języka algorytmicznego SAKO (System Automatycznego Kodowania), nazywany „polskim Fortranem”. XYZ oddano do regularnej eksploatacji w Biurze Obliczeń i Programów, jednostce podlegającej ZAM. W 1960 roku programista i popularyzator nauki Bogdan Miś napisał dla XYZ kółko i krzyżyk. Była to pierwsza polska gra komputerowa. Ponadto pod koniec lat 50. powstała maszyna EMAL-2, używana głównie do łamania szyfrów wywiadów zagranicznych.
W 1959 roku Jacek Karpiński skonstruował AKAT-1, będący pierwszym na świecie tranzystorowym analizatorem równań różniczkowych.

## Lata 60.–80. XX wieku

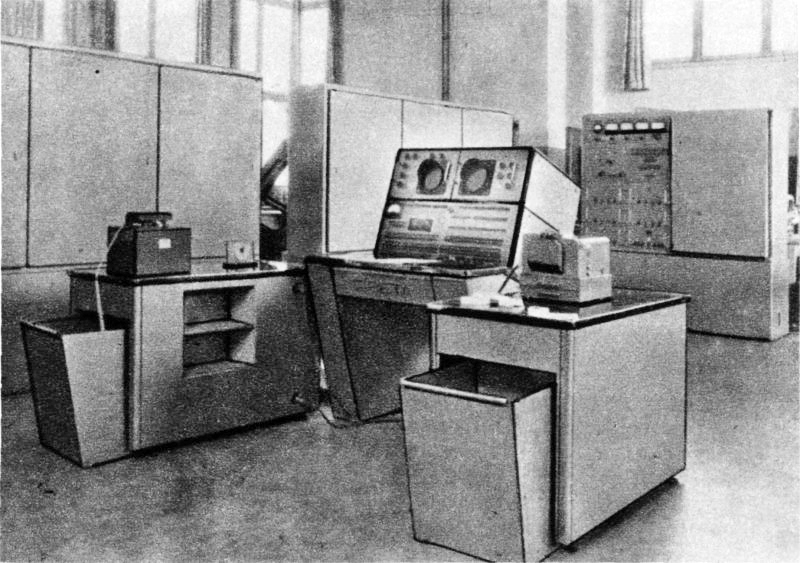
ZAM-2

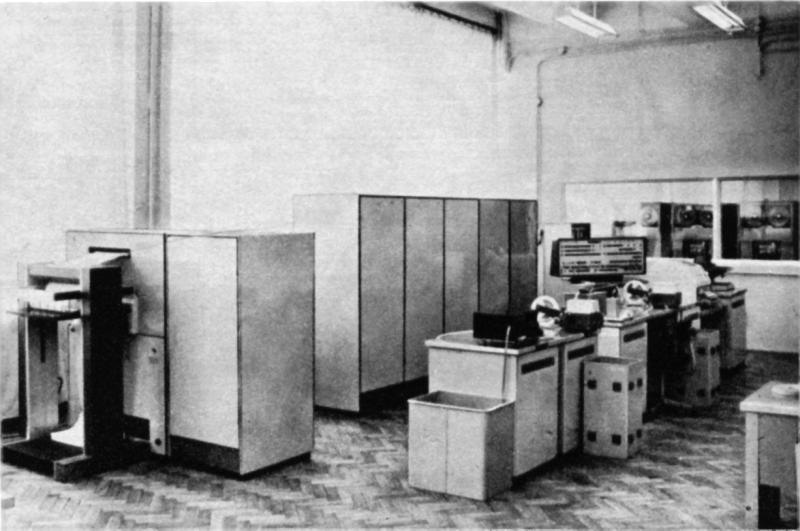
ZAM-41

Pod koniec lat 50. władze komunistyczne zainteresowały się wykorzystaniem maszyn cyfrowych w gospodarce. W 1959 roku powołano Zakład Produkcji Doświadczalnej Maszyn Matematycznych, którego pierwszym zadaniem było przygotowanie konstrukcji XYZ do produkcji seryjnej. W latach 1961–1963 wyprodukowano serię maszyn ZAM (ZAM-2, wykonujący 1000 dodawań i 300 mnożeń na sekundę, ZAM-21 wykonujący 30 tys. dodawań na sekundę, ZAM-41 służący głównie do przetwarzania danych). Wyprodukowano po kilkanaście maszyn każdego rodzaju, kilka z nich przeznaczono na eksport (m.in. do Niemieckiej Republiki Demokratycznej). W 1962 roku ZAM stało się samodzielną placówką PAN. Na początku lat 60. w warszawskiej fabryce półprzewodników Tewa rozpoczęto produkcję diod i tranzystorów germanowych. Fabryka planowała również rozpoczęcie produkcji diod i tranzystorów krzemowych.
W latach 60. powstała seria maszyn do obliczeń inżynierskich GEO, uważanych za pierwsze pełnoprawne komputery wyprodukowane w Polsce. Model GEO-20 miał wieloprocesowy system operacyjny, kilka odmian asemblera oraz translator Fortran. W 1960 roku na Politechnice Warszawskiej rozpoczęto tworzenie Uniwersalnej Maszyny Cyfrowej. Prototypowe UMC-1 okazało się udanym urządzeniem, przez co wkrótce rozpoczęto produkcję seryjną jego udoskonalonej wersji (pod nazwą UMC-10) we Wrocławskich Zakładach Elektronicznych „Elwro”. Łącznie w latach 1962–1964 wyprodukowano 25 maszyn cyfrowych UMC-1.
Utworzone w 1959 roku Wrocławskie Zakłady Elektroniczne „Elwro” (początkowo noszące nazwę Wrocławskie Zakłady Elektroniczne T-21) odpowiadały za produkcję maszyn matematycznych. Wkrótce Wrocław stał się znaczącym centrum informatyki w Polsce.
W latach 60. rozpoczęto również produkcję komputerów ANOPS, wykorzystywanych głównie w ośrodkach medycznych. ANOPS był również pierwszym polskim komputerem sprzedawanych na rynki zachodnie. Obok maszyn wyprodukowanych w Polsce instytucje naukowe kupowały maszyny sprowadzane z zagranicy, głównie z innych państw bloku wschodniego. W 1964 roku w Wojskowej Akademii Technicznej (WAT) skonstruowano komputer ELWAT. Innym komputerem skonstruowanym w WAT był cyfrowy analizator różnicowy JAGA 63.
W 1960 roku w Polsce pracowało ok. 120 maszyn cyfrowych, z czego ok. dziesięć było stosowanych w gospodarce krajowej. W 1964 roku powstał urząd Pełnomocnika Rządu do spraw Elektronicznej Techniki Obliczeniowej (PRETO; odpowiedzialny za wykorzystanie komputerów w realizacji planów gospodarczych) oraz podlegające Ministrowi Przemysłu Ciężkiego Zjednoczenie Przemysłu Automatyki i Aparatury Pomiarowej „Mera”. Zjednoczenie zrzeszało zakłady produkujące nośniki pamięci, drukarki, czytniki i inne urządzenia wykorzystywane do budowy komputerów. Zgodnie z decyzją Rady Ministrów komputery miały być używane np. do opracowywania rozkładów jazdy, uszczelnienia płatności abonamentu radiowo-telewizyjnego, synchronizacji planów dostaw i sprzedaży. Komputery miały znaleźć swoje zastosowane w Głównym Urzędzie Statystycznym i Zakładzie Ubezpieczeń Społecznych. W 1971 roku PRETO zostało rozwiązane. Jego obowiązki przejęło Krajowe Biuro Informatyki.
W 1968 roku w Zakopanem odbyło się I Ogólnokrajowe Sympozjum „Naukowe Problemy Maszyn Matematycznych”. Podczas Sympozjum na wniosek Romualda Marczyńskiego naukę o komputerach zaczęto nazywać informatyką. Sama nazwa była już wcześniej stosowana przez inżynierów i stopniowo wypierała nazwę „elektroniczna technika obliczeniowa”, będąca dosłownym tłumaczeniem rosyjskiego terminu „электронная вычислительная техника”.
Poziom komputeryzacji Polski w latach 60. odstawał zarówno wobec państw OECD jak i niektórych państw RWPG. W 1965 roku w Polsce pracowało 76 komputerów (dla porównania w Belgii 359, we Francji 1610, w Republice Federalnej Niemiec 2280). Pod koniec 1968 roku liczba komputerów w Polsce wyniosła 141 (według innego źródła liczba komputerów w Polsce w 1965 roku wynosiła 60, do 1970 wzrosła do 170. Dla porównania w 1970 roku w Niemieckiej Republice Demokratycznej pracowało 360 komputerów, a w Czechosłowacji 300). Nie udało się zrealizować w pełni celów w zakresie produkcji półprzewodników, założonych w planie pięcioletnim 1961–1965. W 1965 roku Polska produkowała 0,22 elementu półprzewodnikowego na mieszkańca (w tym samym czasie wartość dla Czechosłowacji wyniosła 0,88, dla Niemieckiej Republiki Demokratycznej 2,0, a dla Japonii 5,0). W planie pięcioletnim 1966–1970 zaznaczono, że wykonanie zadania dla przemysłu półprzewodnikowego będzie możliwe wyłącznie poprzez uzyskanie licencji i import urządzeń i aparatury do produkcji półprzewodników. W 1965 roku udział Polski w światowym rynku komputerowym wynosił 1,5 promila, do 1970 roku spadł do 1,3. Opóźnienie rozwoju informatyki w Polsce w 1970 roku wynosiło około 4 lata w stosunku do Czechosłowacji i Niemieckiej Republiki Demokratycznej, 8 dla większości państw zachodnich oraz 14 dla Stanów Zjednoczonych. Aby nadrobić dystans, w 1970 opracowano Program rozwoju informatyki na lata 1971–1975. Zakładał on zwiększenie produkcji sprzętu komputerowego i szkoleń z zakresu informatyki oraz uruchomienie pilotowych systemów zastosowań informatyki.
W okresie PRL wszelkie informacje dotyczące informatyzacji oraz komputerów podlegały cenzurze. W 1974 roku Główny Urząd Kontroli Prasy, Publikacji i Widowisk w zaleceniach dla cenzorów wydał instrukcje na ten temat. W swojej książce o cenzurze w PRL Tomasz Strzyżewski publikuje treść tajnego dokumentu przeznaczonego dla cenzury: W opracowaniach, notatkach itd. nt. przemysłu elektronicznego w Polsce nie należy dopuszczać do publikowania: a) materiałów krytykujących program rozwoju elektroniki i sugerujących oparcie tego programu nie o współpracę z ZSRR, a z krajami kapitalistycznymi. b) wiadomości zawierających szczegółowe dane technologiczne (nie dotyczy danych katalogowych) – mikrokomputerów IV generacji, – materiałów elementów półprzewodnikowych, – elektroniki kwantowej (lasery, masery)… c) informacji o imporcie elementów stosowanych w mikrokomputerach…

### Współpraca z ZSRR

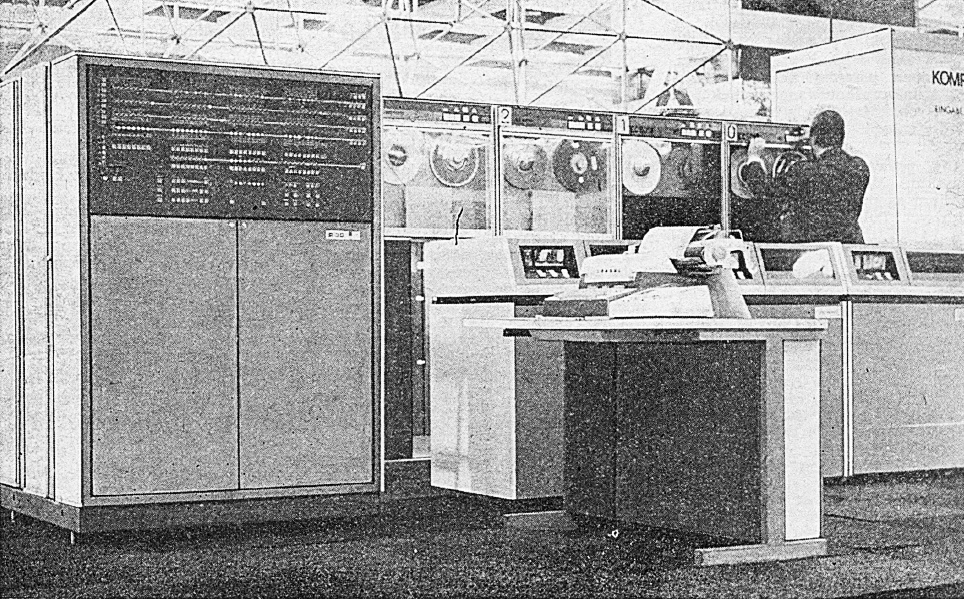
R-32

5 marca 1947 roku pomiędzy Polską Ludową a Związkiem Socjalistycznych Republik Radzieckich (ZSRR) zawarto porozumienie o współpracy naukowo-technicznej. Umowa obejmowała współpracę w ramach przemysłu wydobywczego, energetycznego, metalurgicznego i maszynowego. Pod koniec lat 50. współpraca została rozszerzona o przemysł komputerowy. W ramach umowy do 1965 roku Polska otrzymała od ZSRR ok. 5,3 tys. kompletów dokumentacji. ZSRR otrzymało ok. 2,5 tys. kompletów dokumentacji oraz przyjęło do sektora przemysłowego 6,8 tys. specjalistów z Polski.
W 1967 roku na forum Rady Wzajemnej Pomocy Gospodarczej zapadła decyzja o wprowadzeniu Jednolitego Systemu Elektronicznych Maszyn Cyfrowych (systemu RIAD) w przemysłach komputerowych państw należących do organizacji. Pracę nad wprowadzeniem tego systemu rozpoczęto w 1968 toku. Polska przystąpiła do programu rok później. Wdrażanie systemu RIAD, polegające na integracji polskiego przemysłu elektronicznego z programem rozwoju komputerów w RWPG, rozpoczęto w 1971 roku. Podczas produkcji komputerów w systemie RIAD wykorzystywano architekturę logiczną i system operacyjny IBM 360. W ramach tego systemu w Polsce produkowano komputery R-32 i R-34. Program realizowano do 1975 roku.

### Komputery Odra

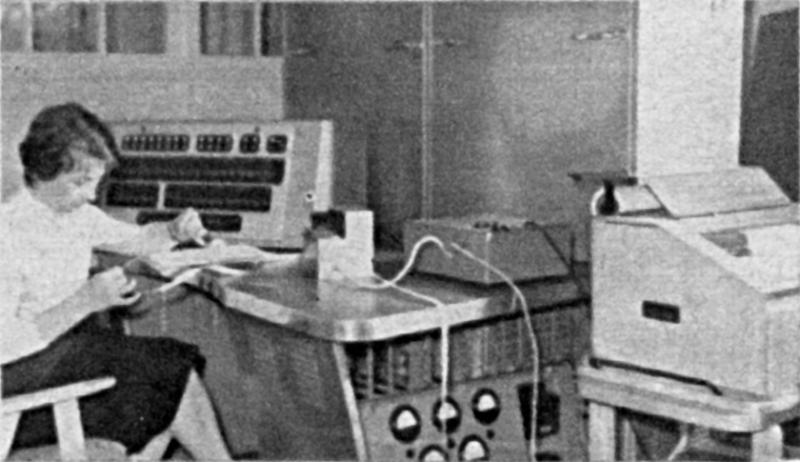
Odra 1001

W 1961 roku w Elwro uruchomiono prototypowy komputer Odra 1001. Nie weszła ona do produkcji masowej ze względu na dużą awaryjność. Niepowodzeniem zakończyła się również budowa komputera Odra 1002. W 1962 roku oddano do użytku komputer Odra 1003, który trafił do produkcji seryjnej. Na komputer Odra 1003 powstała gra logiczna Nim, zaprogramowana przez Witolda Podgórskiego. W następnych latach wrocławskie zakłady wyprodukowały komputery Odra 1013, Odra 1103, Odra 1204 i Odra 1304. Odra 1204 jako pierwszy komputer tej serii był wyposażony w system operacyjny. Wyprodukowana w 1970 roku Odra 1304 powstała na bazie brytyjskiego ICL 1904, była również pierwszym polskim komputerem zbudowanym na podstawie techniki układów scalonych. Numery komputerów odnosiły się do obchodów 1000-lecia państwa polskiego. Głównym twórcą logiki wewnętrznej w komputerach Odra był Thanasis Kamburelis.
Do 1978 roku w Elwro wyprodukowano 1000 komputerów. Komputery eksportowano do innych państw komunistycznych (głównie do Związku Socjalistycznych Republik Radzieckich, Niemieckiej Republiki Demokratycznej i Czechosłowacji, ale również do Węgier, Bułgarii, Wietnamu i Korei Północnej), pojedyncze egzemplarze trafiły również do Stanów Zjednoczonych, Bangladeszu i Egiptu. Komputery Odra 1305 były wykorzystywane w Polsce do 2010 roku.

### Minikomputery

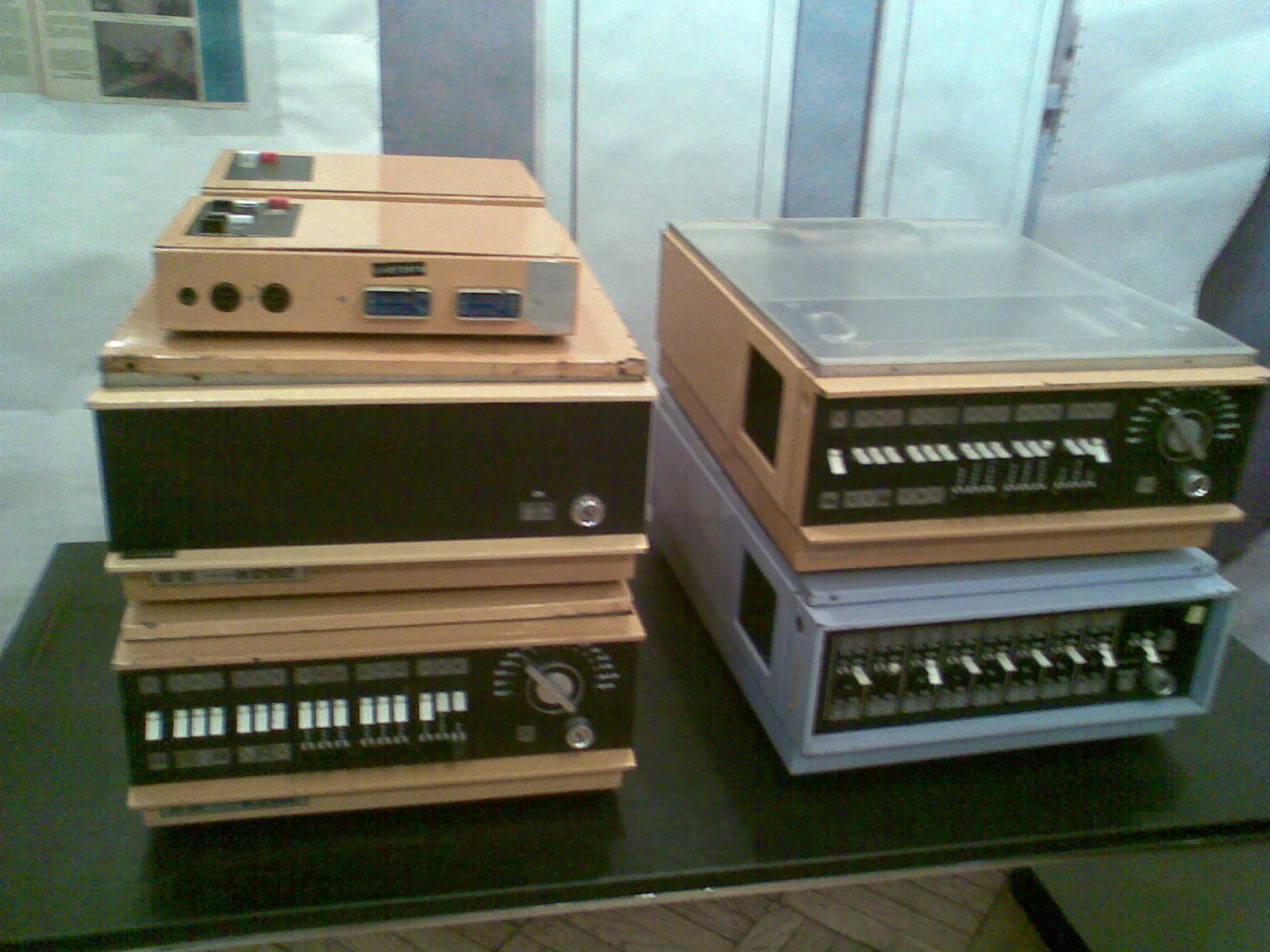
Minikomputer K-202

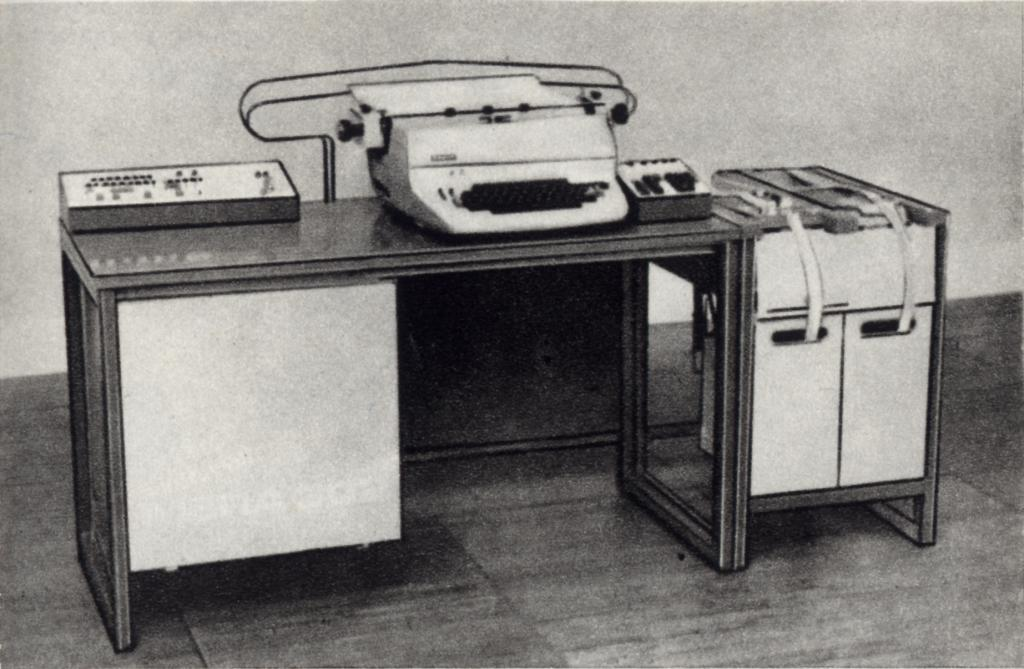
Komputer biurowy MERA 302

W 1973 roku Instytut Maszyn Matematycznych opracował ośmiobitowy minikomputer MOMIK 8b. W tym samym roku w zakładach Zjednoczenia MERA przy wsparciu brytyjskich firm Data-Loop i MB Metals rozpoczęto produkcję 16-bitowego komputera K-202. Zaprojektowany dwa lata wcześniej przez Jacka Karpińskiego komputer K-202 uchodzi za pierwszy pełnoprawny polski minikomputer. Pracował on na systemie operacyjnym Sowa (System Operacyjny WieloAktywny).
W 1975 roku powstała również seria komputerów biurowych Mera 300. Wersja 306 opierała się na komputerach MOMIK 8b/100 lub MOMIK 8b/1000. Wyprodukowano ok. 2,7 tys. sztuk Mera 300. W 1975 roku rozpoczęto produkcję minikomputera MKJ-28. W latach 1976–1987 produkowano 16-bitowy minikomputer Mera 400. Jego konstrukcja częściowo opierała się na komputerze K-202. W 1979 roku rozpoczęto produkcję komputera MERA-60. W latach 80. rozpoczęto produkcję SM3 i MX-16.

### Krajowy System Informatyczny
W maju 1972 roku Andrzej Targowski przedstawił pomysł Krajowego Systemu Informatycznego (KSI), który miał odpowiadać za podstawowe funkcje zarządzania państwem i gospodarką. KSI składało się z trzech systemów: CENPLAN (planowanie centralne), RESPLAN (planowanie resortowe) i REGPLAN (planowanie regionalne). Za przepływ danych miała odpowiadać sieć transmisji danych INFOSTRADA. W ramach KSI uruchomiono m.in. System Państwowej Informacji Statystycznej (SPIS), System Informatycznego Planowania Centralnego (CENPLAN), Powszechny Elektroniczny System Ewidencji Ludności (PESEL; używany do dzisiaj), Krajowy System Informacji Naukowo-Technicznej (SINTO), oraz użytkowany przez rząd System Ewidencyjny Informacji Finansowej (SEIF) i System Zaopatrzenia Materiałowo-Technicznego (MAGMA). Nieznany jest cel budowy KSI. Według pomysłodawców sieć miała pomóc w zbieraniu danych gospodarczych. Według innej hipotezy sieć miała zapewniać sprawny przepływ informacji w strukturach Ministerstwa Spraw Wewnętrznych.
Projekt KSI był krytykowany. Władysław Turski podczas II Kongresu Nauki Polskiej uważał pomysł za zbyt ambitny i zwrócił uwagę, że podobnej sieci komputerowej nie mają państwa zamożniejsze i lepiej rozwinięte technologicznie. Do końca 1980 roku baza danych PESEL liczyła 1,6 mln osób. Zbieranie danych zakończono w 1992 roku.

### Pierwsze komputery osobiste

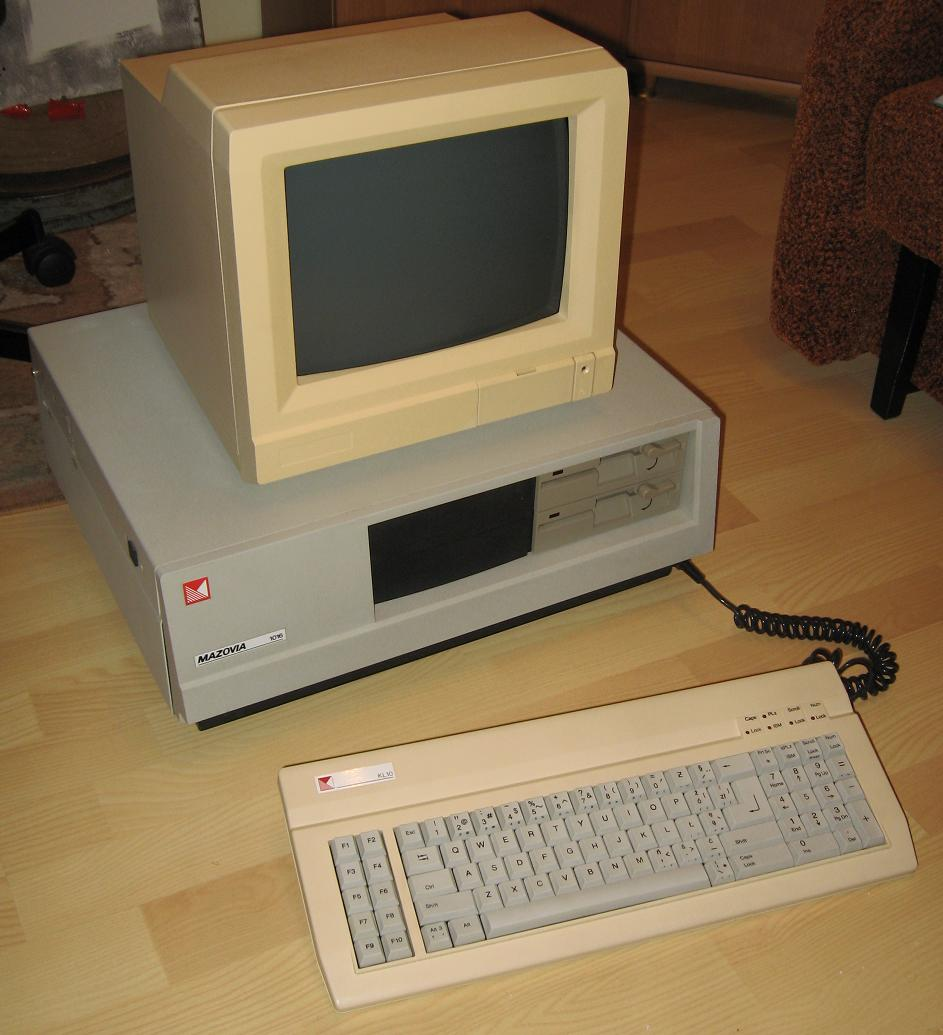
Komputer osobisty Mazovia 1016

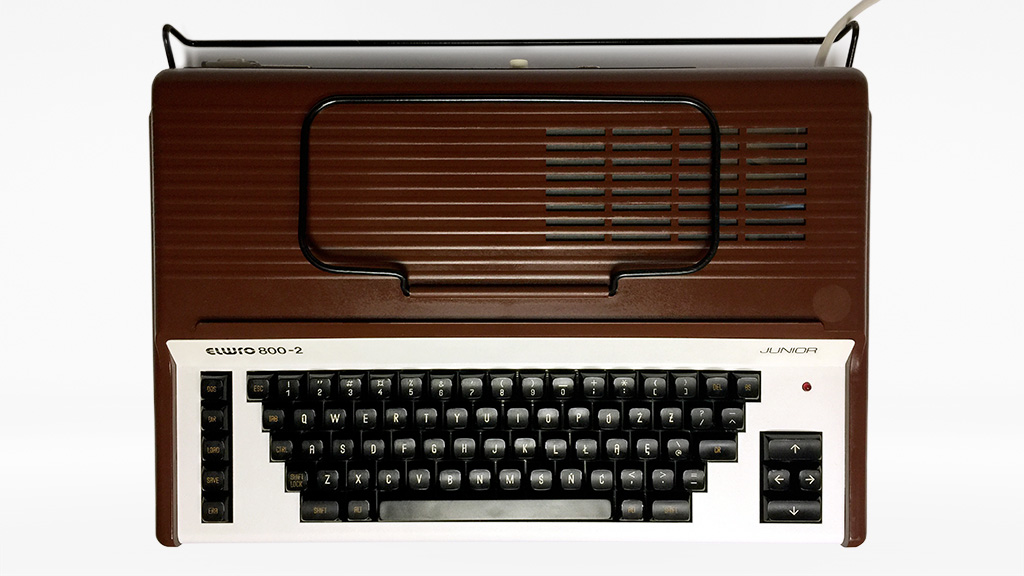
Komputer osobisty Elwro 800 Junior

W 1984 roku zaprezentowano Komputer osobisty Mazovia 1016, stanowiący klon IBM PC. Jednym z większych problemów technicznych przy tworzeniu Mazovii była obsługa polskich liter. Inne polskie komputery osobiste to: Meritum (produkowane przez zakłady Mera-Elzab w Zabrzu), Elwro 500, Elwro 600, Elwro 800, Elwro 800 Junior, Bosman 8 (opracowane na Politechnice Gdańskiej), Krak, MK (produkowane przez Krakowską Fabrykę Aparatów Pomiarowych). 
Obok komputerów produkcji krajowej popularnością cieszyły się komputery zagraniczne. Komputery ZX81 i ZX Spectrum były jednymi z pierwszych, które trafiły do krajowej sprzedaży na początku lat 80. Dystrybucją tego pierwszego od 1982 roku zajmował się Ameprod, natomiast drugi był szerzej znany jako wydany w 1986 roku przez Centralne Składnice Harcerskie wariant Timex Computer 2048. W Składnicach Harcerskich dystrybuowano także wariant komputera MSX o nazwie Spectravideo SVI-738. Modele Amstrad były legalnie sprowadzane przez Polanglia Ltd od jesieni 1985 roku. W tym samym roku Przedsiębiorstwo Zagraniczne Karen zaczęło sprowadzać do Pewexu komputer Atari. Pewex był także odpowiedzialny za wprowadzenie sprzętu marki Commodore w czerwcu 1988, natomiast polskie przedstawicielstwo International Business Machines promowało IBM PC. W latach 1986-1987 Anglo-Dal wydał 2 komputery przedsiębiorstwa Acorn poprzez sieć Przedsiębiorstwa Zaopatrzenia Górniczego „Carbon”, co sprawiło że były one dostępne tylko dla górników. Innym legalnym odsprzedawcą sprzętu komputerowego były także sklepy Baltona. Najbardziej unawanymi wśród tych marek były Commodore 64 (ze względu na dość niską cenę cieszący się również dużą popularnością również na początku lat 90.), ZX81, ZX Spectrum oraz Rodzina 8-bitowych Atari, zazwyczaj wykorzystywane do rozrywki. Oprócz sklepów walutowych, ich użytkownicy nabywali je od osób bezpośrednio sprowadzających komputery z zagranicy. Liczba komputerów osobistych w gospodarstwach domowych PRL w połowie lat 80. wyniosła ok. 60 tys. Prócz komputerów, państwowe przedsiębiorstwa posiadały w ofercie oryginalne gry i programy.
Upowszechnienie się tanich komputerów osobistych przyczyniło się do pojawienia czasopism o tematyce komputerowej, które do 1984 roku było zmonopolizowane przez czasopismo „Maszyny Matematyczne”, wydawane po 1971 roku pod tytułem „Informatyka”. W drugiej połowie lat 80. zaczęto wydawać takie czasopisma jak: „Bajtek” (od 1985, jako dodatek do „Sztandaru Młodych”), „Komputer”, „PCkurier”. Jako dodatki do „Żołnierza Wolności” ukazywały się „IKS – Informatyka, Komputery, Systemy” i „Zeszyty Programów Komputerowych IKS”. Popularyzacją mikrokomputerów zajmowała się również Polska Federacja Klubów Mikroinformatycznych. 
W latach 80. importem sprzętu komputerowego, montażem komputerów osobistych oraz tworzeniem oprogramowania zaczęły zajmować się firmy polonijne oraz nielegalnie działający prywatni przedsiębiorcy. Komputery i poszczególne podzespoły oraz programy komputerowe były zazwyczaj sprzedawane na giełdach komputerowych. Ze względu na wysokie koszty oryginalnego oraz łatwość w pozyskaniu nielegalnego oprogramowania upowszechniło się piractwo komputerowe, postrzegane nie w formie przestępstwa, a przedsiębiorczości. Większość gier komputerowych dystrybuowano na kasetach magnetofonowych. Kopiowanie kaset było możliwe za pomocą magnetofonu służącego do słuchania muzyki. Dzięki wprowadzeniu opcji tzw. turbo na jednym nośniku można było pomieścić kilkanaście gier, co było opłacalne dla klientów. Niektórzy sprzedawcy nielegalnych kaset nakładali na nie swoje własne zabezpieczenia. Jednocześnie w latach 80. w Polsce pojawili się pierwsi crackerzy, zajmujący się obchodzeniem zabezpieczeń antypirackich.

## Rozwój informatyki po przemianach gospodarczych w 1989 roku
Po 1989 roku na polskim rynku pojawiły się zagraniczne przedsiębiorstwa zajmujące się handlem sprzętem i oprogramowaniem komputerowym. Początkowo nawiązywały współpracę z polskimi przedsiębiorstwami, pełniącymi funkcję pośredników, następnie otwierały własne biura i samodzielnie sprzedawały swoje produkty. Działające do tego czasu z pomocą dystrybutorów IBM oraz Commodore International w 1991 roku otworzyły swoje biura w Warszawie. W tym samym roku po raz pierwszy na terenie Polski rozpoczęło działalność Apple. Na początku 1992 roku, dominującym komputerem było 8-bitowe Commodore 64, które wyprzedziło panujące w okresie PRLu 8-bitowe Atari, w tym czasie nowsze komputery jak Amiga posiadało prawie 100,000 osób, natomiast PC miało 500,000 właścicieli. Działalność rozpoczęły również polskie firmy. W połowie lat 90. na Giełdzie Papierów Wartościowych pojawiły się Optimus, ComputerLand, Softbank, Prokom Software. Większość przedsiębiorstw założonych po transformacji ustrojowej upadło jednak w ciągu kilku lat. Z problemami borykał się również państwowy przemysł komputerowy. W wyniku załamania produkcji sprzętu komputerowego w latach 90. sprzedawano w zasadzie wyłącznie importowane komputery i urządzenia peryferyjne.
Od 1993 roku interesy polskich firm informatycznych reprezentuje Polska Izba Informatyki i Telekomunikacji.
Po 1989 roku doszło również do zmian na rynku prasy komputerowej. W 1992 roku amerykańskie wydawnictwo IDG rozpoczęło wydawanie czasopisma „PC World Computer”. W 1993 roku zaczęła ukazywać się polska edycja niemieckiego czasopisma „Chip”. Rozwinął się również rynek prasy poświęconej wyłącznie grom komputerowym. W latach 90. ukazywały się m.in. „Top Secret”, „Gambler”, „Secret Service”. Łącznie do końca 1998 roku w Polsce wydawano 151 czasopism komputerowych oraz 37 czasopism publikowanych wyłącznie w wersji elektronicznej. 124 tytuły pojawiły się po 1989 roku.
W latach 90. jednym z ważniejszych zadań stało się wprowadzenie informatyki do szkół. Głównym problemem była niedostateczna liczba pedagogów obeznanych z informatyką. Podłączanie szkół do Internetu było wdrażane za pośrednictwem akcji „Internet dla Szkół” (zainicjowanej w grudniu 1994 roku przez Wydział Fizyki Uniwersytetu Warszawskiego) oraz programu Interkl@sa, który od 1998 roku wspierał wyposażanie szkół w sprzęt komputerowy, organizował szkolenia dla nauczycieli, ułatwiał dostęp do Internetu oraz propagował wdrażanie nowych technologii w edukacji. W 2001 roku w ramach programu założono portal edukacyjny www.interklasa.pl. Pierwszą szkołą, która miała dostęp do Internetu na łączu dzierżawionym było prawdopodobnie IV Liceum Ogólnokształcące im. Tadeusza Kościuszki w Toruniu.
Pod koniec lat 90. dyskutowano nad tzw. pluskwą milenijną, która wraz z nastaniem roku 2000 miała wyświetlać rok 1900. Potencjalny błąd miał zakłócić pracę komputerów, które doprowadziłyby do problemów gospodarczych i wypadków. Po 2000 roku nieliczne komputery miały problemy z wyświetlaniem prawidłowej daty. Obawiając się potencjalnych skutków (wymienionych m.in. w raporcie Najwyższej Izby Kontroli), pod koniec lat 90. rozpoczęto wymianę starego sprzętu, aktualizowano oprogramowanie i opracowano scenariusze naprawiania szkód.
W 1989 roku ogłoszono przetarg na system POLTAX, który miał zarządzać podatkami. System ten nie odniósł sukcesu. W latach 1992–1999 skomputeryzowano urzędy pracy i ośrodki pomocy społecznej. W 1997 roku rozpoczęto wdrażanie Kompleksowego Systemu Informatycznego Zakładu Ubezpieczeń Społecznych. System ten gromadzi i przetwarza dane 25 mln obywateli, umożliwia naliczanie oraz wypłacanie rent i emerytur. 14 kwietnia 2008 roku uruchomiono Elektroniczną Platformę Usług Administracji Publicznej (ePUAP). W 2011 roku uruchomiono Centralną Ewidencję i Informacje o Działalności Gospodarczej, w 2013 roku e-Podatki, a w 2016 roku Elektroniczną Weryfikację Uprawnień Świadczeniobiorców (e-WUŚ).
W 2007 roku studio CD Projekt wydało grę komputerową Wiedźmin. Gra odniosła sukces komercyjny, jej kontynuacje były wielokrotnie nagradzane. CD Projekt jest notowana wśród największych spółek na Giełdzie Papierów Wartościowych w Warszawie.
29 listopada 2023 roku Politechnika Wrocławska, Państwowy Instytut Badawczy NASK, Ośrodek Przetwarzania Informacji – Państwowy Instytut Badawczy, Instytut Podstaw Informatyki PAN, Uniwersytet Łódzki oraz Instytut Slawistyki PAN powołały konsorcjum PLLuM (Polish Large Language Universal Model). Głównym zadaniem konsorcjum stało się stworzenie modelu językowego PLLuM oraz opartego na nim inteligentnego asystenta. W przeciwieństwie do ChatGPT PLLuM został przygotowany do pracy z językiem polskim. Według planów PLLuM ma być gotowy do końca 2024 roku.
W grudniu 2023 roku w Akademickim Centrum Komputerowym Cyfronet AGH zakończono instalację superkomputera Helios, który w październiku 2024 roku był najszybszym superkomputerem w Polsce. 10 lipca 2024 roku ogłoszono, że w Poznańskim Centrum Superkomputeowo-Sieciowym stanie komputer kwantowy EurosQCS-Poland. Według planów ma zostać uruchomiony w połowie 2025 roku. Komputer ma być podłączony do istniejącej infrastruktury obliczeniowej, zapewniającej naukowcom, przedsiębiorcom i sektorowi publicznemu zdalny dostęp do niego.
Według danych Głównego Urzędu Statystycznego, w 2016 roku w Polsce ok. 180 tys. osób było zatrudnionych w branży IT. Spośród nich ok. 150 tys. pracowało w sektorze prywatnym. Udział sektora ICT (technologii przetwarzających, gromadzących i przesyłających informację) w produkt krajowy brutto wyniósł w 2017 roku ok. 8%.

### Piractwo komputerowe
W latach 90. nasilił się problem piractwa komputerowego. Popularność pirackich gier komputerowych wynikała przede wszystkim z wysokiej ceny oryginalnych nośników oraz ograniczonej dostępności oryginalnych tytułów, które w Polsce pojawiały się z opóźnieniem lub wcale. Ponadto wielu Polaków było nieświadomych zjawiska piractwa komputerowego lub traktowało ten problem lekceważąco. W tym okresie rozpowszechniło się nielegalne kopiowanie gier na konsole oraz na komputery PC wyposażone w napędy CD.
4 lutego 1994 roku uchwalono ustawie o prawie autorskim i prawach pokrewnych, która m.in. usankcjonowała prawne ściganie piractwa komputerowego. Jednym z pierwszych przedsiębiorstwo aktywnie ścigających piractwo było Lege Artis Service, reprezentujący niektórych krajowych producentów oraz dystrybutorów zagranicznych wydawców, razem z nimi przeprowadzająca akcje policyjne na sprzedawców i kopiarnie. Ustawa krótkotrwale przyczyniła się do zmniejszenia piractwa komputerowego. Powszechna była sprzedaż zarówno pełnych gier jak i niedokończonych wersji zapowiadanych tytułów. Policja rzadko interweniowała, uznając łamanie prawa autorskiego za przestępstwo drugorzędne. Kulminacją był rok 1998 kiedy nastąpił kryzys w branży, kiedy to szacowano że 90% gier oraz 75% oprogramowania użytkowego pochodzi ze źródła nielegalnego. Na początku tego samego roku przyjęto ustawę traktującą kradzież własności intelektualnej na równi z kradzieżami innych własności. W kolejnych latach rynek się ustabilizował a ustawa była wielokrotnie nowelizowana, m.in. w celu dostosowania jej do nowych trendów w informatyce.
Na początku XXI wieku problem piractwa nie zmalał. Za sprawą coraz szybszego i tańszego Internetu upowszechniło się pobieranie nielegalnych plików z sieci. Popularnością cieszyły się programy umożliwiające łatwe wyszukiwanie i pobieranie plików (np. eDonkey) oraz serwisy hostujące pliki (np. Megaupload, Chomikuj.pl, Osiołek). 30 października 2009 po interwencji policji zamknięto serwis hostingowy OdSiebie. W lipcu 2012 roku Polska Izba Książki złożyła pozew zbiorowy przeciwko serwisowi Chomikuj.pl. Batalia sądowa zakończyła się w kwietniu 2023 wyrokiem Sądu Okręgowego w Warszawie, który uznał serwis za odpowiedzialny za zaistniałe w nim wielokrotne naruszenia praw autorskich.
Problem piractwa komputerowego w Polsce w latach 80. i 90. nie wyróżniał się na tle innych państw europejskich, gdzie poszczególne rządy na własną rękę opracowywały zróżnicowane rozwiązania mające na celu ograniczenie piractwa. Na przestrzeni lat problem piractwa internetowego w Unii Europejskiej zmalał. W 2020 roku przeciętny internauta mieszkający w Unii Europejskiej uzyskiwał dostęp do nielegalnych treści 5,9 razy w miesiącu. W tym samym okresie przeciętny internauta z Polski korzystał z nielegalnych treści 3,8 razy w miesiącu.

## Internet
W latach 70. rozpoczęto tworzenie pierwszych sieci komputerowych w Polsce. W latach 1981–1983 utworzono Międzyuczelnianą Sieć Komputerową. Na jej podstawie w 1986 roku rozpoczęto budowę Krajowej Akademickiej Sieci Komputerowej. Jej rozwój hamowała zła jakość linii telefonicznych i urządzeń pośredniczących w transmisji. W połowie lat 80. rozwijała się usługa BBS, wkrótce wyparta przez Internet. Pierwszy BBS w Polsce uruchomili w 1986 roku Tadeusz Wilczek i Tomasz Zieliński. 2 sierpnia 1989 roku pojawił się pierwszy numer wirtualnej gazety „Donosy”. Jej założycielem był Ksawery Stojda. We wrześniu 1989 roku powstała lista dyskusyjna POLAND-L.
17 maja 1990 roku Polska stała się pełnoprawnym członkiem European Academic Research Network. 17 lipca 1990 roku przebywający wówczas w Danii dyrektor Centrum Informatycznego Uniwersytetu Warszawskiego Tadeusz Węgrzynowski wysłał do przebywającego w Warszawie Andrzeja Smereczyńskiego pierwszego transgranicznego e-maila. W listopadzie Instytut Fizyki Jądrowej uzyskał prawo do stworzenia pierwszego polskiej podsieci o adresie 192.86.14.0. W tym samym roku założono domenę .pl. 17 sierpnia 1991 roku Wydział Fizyki Uniwersytetu Warszawskiego i Uniwersytet Kopenhaski nawiązały połączenie z wykorzystaniem protokołu TCP/IP. Wydarzenie to uchodzi powszechnie za początek Internetu w Polsce. 5 kwietnia 1991 roku utworzono Naukową i Akademicką Sieć Komputerową.
W 1993 roku firma ATM S.A. jako pierwsza oferowała w Polsce komercyjny dostęp do sieci. W 1996 roku Telekomunikacja Polska udostępniła numer 0 20 21 22, który umożliwiał połączenie się z Internetem. Rok później Polbox zaoferował pierwszy darmowy serwis poczty elektronicznej. W 2001 roku została uruchomiona Neostrada.
Pierwsza polska strona internetowa została uruchomiona w sierpniu 1993 roku. Była to strona Wydziału Fizyki Uniwersytetu Warszawskiego. W 1995 roku gdańskie Centrum Nowych Technologii uruchomiło Wirtualną Polskę, będącą pierwszym polskim katalogiem stron internetowych. Rok później uruchomiono OptimusNet, który później przekształcił się w Onet.pl. Początek polskiej bankowości internetowej datuje się na rok 1998, kiedy to Powszechny Bank Gospodarczy wprowadził do oferty dostęp do rachunku bankowego przez Internet. W 2000 roku powstał mBank, pierwszy polski bank wirtualny.
W 1999 roku uruchomiono platformę handlu elektronicznego Allegro.pl. 15 sierpnia 2000 uruchomiono komunikator internetowy Gadu-Gadu, który od razu odniósł duży sukces, a stosowane w nim emotikony oraz dźwięki stały się kultowymi elementami polskiej kultury wirtualnej. 14 lutego 2001 wystartował serwis Fotka.pl uważany za pierwszy polski serwis społecznościowy. W lutym 2004 uruchomiono serwis Grono.net, który przyciągnął do siebie użytkowników „elitarnością” – rejestracja wymagała otrzymania zaproszenia od innego użytkownika. W marcu 2004 uruchomiono serwis Photoblog.pl. W 2006 roku uruchomiono portal społecznościowy Nasza-klasa, który służył do odświeżania kontaktów ze znajomymi z czasów szkolnych. W 2010 roku Nasza-klasa liczyła 14 mln unikatowych kont. We wrześniu 2001 roku powstała polskojęzyczna edycja Wikipedii, przez pewien okres będąca czwartą na świecie co do liczby haseł edycją tej encyklopedii. 
W 2019 roku dużą popularnością wciąż cieszyły się portale informacyjne Onet.pl, Wirtualna Polska, Gazeta.pl i Interia.pl. W sierpniu 2018 roku Polska liczyła 27 mln użytkowników Internetu.